# Joe Coffey
Joseph Coffey (Glasgow, 22 de maio de 1988) é um lutador profissional escocês. Ele é mais conhecido por seu tempo na WWE, onde atuou na marca NXT como líder do grupo Gallus. Coffey lutou em várias promoções do circuito independente de wrestling britânico, incluindo a Insane Championship Wrestling, onde é um ex-campeão mundial peso-pesado da ICW por duas vezes e um ex-campeão ICW Zero-G. Ele também competiu no Japão pela Pro Wrestling ZERO1, tornando-se o primeiro lutador escocês a se apresentar no Korakuen Hall. Seu irmão mais novo, Mark Coffey, também é lutador profissional, e a dupla frequentemente se apresenta junta como "The Coffey Brothers".

## Carreira na luta livre profissional

### Insane Championship Wrestling (2011–2018)
Em 6 de fevereiro de 2011, Coffey fez sua estreia na Insane Championship Wrestling (ICW) no evento The Notorious ICW, em uma luta em que fez dupla com Vinnie James, mas foram derrotados pelos Bucky Boys (Davey Blaze e Stevie Xavier). Em 3 de abril, no Nightmare on Renfrew Street, Coffey não teve sucesso em conquistar o Campeonato ICW Zero-G em uma luta scramble de seis lutadores, vencida por Noam Dar. Em 6 de maio de 2012, no Up In Smoke!, Coffey fez equipe com seu irmão Mark Coffey e derrotou Andy Wild e Noam Dar na primeira rodada do torneio pelo Campeonato de Duplas da ICW. Em 1 de julho, no Insane In The Membrane, os Coffey Brothers foram derrotados nas semifinais do torneio.
Em 31 de julho de 2016, Coffey derrotou Big Damo para conquistar o Campeonato Mundial Peso-Pesado da ICW, mas Wolfgang imediatamente usou seu contrato do Square Go para ganhar o título. Em 16 de abril de 2017, no BarraMania 3, Coffey derrotou Trent Seven para se tornar campeão mundial peso-pesado da ICW pela segunda vez. Após a luta, ele se aliou a Red Lightning ao atacar Mark Dallas, virando heel no processo. No Shug's Hoose Party 4, ele manteve o título contra Jack Jester em uma luta steel cage. Coffey teve várias defesas bem-sucedidas do campeonato nos meses seguintes contra lutadores como Jack Jester, Pete Dunne, Kassius Ohno da NXT, entre outros. No Fear and Loathing X at the SSE Hydro, diante da maior plateia da ICW até então, ele perdeu o Campeonato Mundial Peso-Pesado da ICW para BT Gunn em seu segundo combate principal consecutivo desse evento. No dia seguinte, via Twitter, Joe anunciou sua saída da ICW após seis anos.
Em 29 de abril de 2018, no Barramania 4, Joe retornou à ICW e desafiou seu irmão Mark para uma luta pelo Campeonato ICW Zero-G no Shugs Hoose Party 5, que foi posteriormente remarcada para o Fear and Loathing XI devido a um conflito com as gravações do WWE NXT UK. No Fear and Loathing XI, ele derrotou Mark e conquistou o campeonato.

### WWE (2018–2025)

#### NXT UK (2018–2022)
A estreia de Coffey ocorreu durante a segunda noite do evento NXT At Download em 2018, no Donington Park, em Leicestershire, Inglaterra, onde ele eliminou Tucker na primeira rodada do Torneio pelo Campeonato do Reino Unido do NXT. Ele avançou para as semifinais, realizadas na noite de abertura do Torneio pelo Campeonato do Reino Unido da WWE, mas foi eliminado por Travis Banks. Coffey se juntou à primeira temporada do NXT UK no episódio de 17 de outubro, onde derrotou Mark Andrews. No episódio de 7 de novembro do NXT UK, ele se reuniu com seu parceiro de longa data, Mark Coffey, e estreou no NXT UK como The Coffey Brothers.
No episódio de 9 de janeiro do NXT UK, Joe e Mark Coffey estrearam seu novo nome de grupo, Gallus, após se unirem a Wolfgang. Eles derrotaram a equipe British Strong Style em uma luta de trios durante esse episódio. Em 12 de janeiro, no NXT UK TakeOver: Blackpool, Coffey teve uma luta pelo Campeonato do NXT UK contra Pete Dunne, onde acabou perdendo. Após a luta, ele foi atingido por atacado pelo estreante Walter. No episódio de 8 de maio do NXT UK, Coffey venceu uma eliminatória por uma oportunidade pelo Campeonato do NXT UK ao derrotar Flash Morgan Webster. Ele avançou para o episódio de 5 de junho do NXT UK, onde competiu em uma luta fatal four-way para se tornar o desafiante número um, enfrentando Travis Banks, Dave Mastiff e Jordan Devlin. No NXT UK TakeOver: Blackpool II, Coffey perdeu uma luta pelo título do NXT UK contra Walter.

#### NXT (2022–2025)
No NXT Heatwave, Coffey e o resto do Gallus fizeram suas estreias no NXT, atacando o Diamond Mine. Em setembro, Gallus foi suspenso por atacar oficiais. Coffey retornou no NXT Stand & Deliver, ajudando Gallus a reter o Campeonato de Duplas do NXT contra os Creed Brothers e The Family.
Em abril de 2024, a ESPN reportou que Gallus ajudou a treinar The Rock para sua luta de duplas com o campeão indiscutível universal da WWE, Roman Reigns, contra Cody Rhodes e o campeão mundial dos pesos-pesados Seth "Freakin" Rollins na Noite 1 da WrestleMania XL. No episódio de 14 de maio de 2024 do NXT, enquanto o programa estava se encerrando, as câmeras foram para os bastidores, mostrando Wes Lee, Josh Briggs e Ivar sendo atacados. Os agressores foram então revelados como sendo Gallus, marcando sua primeira aparição televisionada no NXT desde o episódio de 13 de fevereiro de 2024. Mais tarde, a gerente geral do NXT, Ava, anunciou que Joe substituiria Ivar na luta triple threat. Na semana seguinte, Coffey e Lee realizaram o pin em Briggs, sendo considerados os vencedores. Naquela mesma noite, Ava organizou uma luta triple threat entre Coffey, Lee e Oba Femi pelo Campeonato Norte-Americano do NXT, onde Femi reteve com sucesso seu título em 9 de junho no NXT Battleground. Em 2 de maio de 2025, todos os membros do Gallus foram dispensados da WWE.

## Vida pessoal
Coffey é torcedor do time de futebol escocês Celtic F.C.

## Títulos e prêmios
- Discovery Wrestling
  - Y Division Championship (1 vez)[23]
  - Discovery Awards (4 vezes)
    - Lutador do Ano (2015)[24]
    - Luta do Ano (2015) – vs. Chris Hero no Live in Edinburgh[25]
    - Luta do Ano (2016) – vs. Jay Lethal no Superkick Party Vol. 2[25]
    - Luta do Ano (2018) – vs. Christopher Saynt no Live in Edinburgh[25]

- Insane Championship Wrestling
  - ICW World Heavyweight Championship (2 vezes)[26]
  - ICW Zero-G Championship (1 vezes)[27]
  - ICW "Iron Man" (2014, 2015)
  - Prêmio de Lutador do Ano (2014, 2016)[28]
  - Prêmio de Lutador Masculino do Ano Bammy (2015)
  - Square Go! (2017)[29]
- Pro Wrestling Elite
  - Elite Rumble (2017)[30]
- Pro Wrestling Illustrated
  - PWI o colocou na #171ª posição dos 500 melhores lutadores individuais em  2019[31]
- Scottish Wrestling Alliance
  - Scottish Heavyweight Championship (2 vezes)[32]
  - SWA Laird of the Ring Championship (2 vezes)[32]
  - Battlezone Rumble (2015, 2016)
- Target Wrestling
  - Target Wrestling Championship (1 vez)[32]
  - W3L Tag Team Championship (1 vez) – with Mark Coffey[32]
- WrestleZone
  - WrestleZone Undisputed Championship (1 vez)[32]